# 日景忠男
日景 忠男（ひかげ ただお、1937年1月2日 - 2015年2月）は、日本の実業家。芸能プロダクションJKプランニング元社長。美少年評論家。俳優の沖雅也の養父。東京都出身。

## 来歴・人物
台湾人の父親と日本人の母親の間に生まれる。実家は台湾の大病院で、裕福な少年時代を過ごし、台湾の名門台湾大学法学部を卒業後、東京大学大学院修士課程、東京大学大学院博士課程に進学。その後は就職もせず、親の仕送りでゲイバーを開いたりと、本人曰く「放蕩息子のような生活を送っていた」。
ある日、ひょんなことから役者志望の青年（後の沖雅也）と出会い、間も無く共同生活を始める。彼の夢を叶えるべく、プロダクション・JKプランニングを設立。1975年、沖の実父の逝去に伴い養子縁組、養父となった。当時は現在と異なり、同性愛者は完全に奇異の目で見られていた時代であり、日景は、自分は沖の黒子だと言い聞かせ、裏方に徹した。
沖の死の翌年である1984年には著書『真相・沖雅也』を発表。この本では自身の生い立ちやセクシュアリティについての悩み、沖との出会いから別れなどを赤裸々に綴っている。この頃から、それまで隠してきたホモキャラを前面に押し出したタレント活動を開始。新宿二丁目で喫茶店シンドバッドの経営のほか、テレビのコメンテーターなどもしていた。
しばらくは実業家として悠々自適の時代が続いたが、不況の波に呑まれる形でシンドバッドは倒産。その後は風俗案内店に勤めるものの、2005年、覚せい剤取締法違反の現行犯で、2008年には暴力団幹部と共謀して前述の風俗案内店の女性社長を恐喝した疑いで逮捕され、翌年1月覚せい剤取締法違反の罪で、東京地方裁判所から懲役1年2月（求刑懲役2年）の判決を言い渡された。
週刊新潮2016年3月3日号によると、2015年2月に亡くなっていたことが判明した。

## エピソード
- 沖の生前は毎年、正月には二人で海外旅行する習慣があった。誕生日に指輪を贈られたことがあったが、日景は沖の死後、「数百年後の恋人達に拾ってもらえるように」と願いを込め、沖が愛したセーヌ川にその指輪を投げ捨てている。

- 沖死亡時の記者会見で放った「もういいじゃないですか」の台詞は、ビートたけしがバラエティ番組でモノマネしたことから有名になり、一部では流行語となった。

- 沖の人柄を「純白、ピュア、無垢、透明」と称したり、感激のあまり身動きができなくなった自分自身を「産まれたてのバンビ」になぞらえたりと、高学歴に裏打ちされたと思われる、詩的な言語表現を得意とする。

- 上述の実業家時代、個人的な趣味でマニラに滞在していた。偶然現地で遭遇した村西とおるが自身のツイッターでその時の日景の様子を詳細に記している[6]。

- 1995年放送の『ダウンタウンのガキの使いやあらへんで』の妖怪退治企画では、保健室に迷い込んだ美少年を待ち受けるボスキャラ・「妖怪ねはん」として登場。ピンクのネグリジェ姿で松本人志や山崎邦正に襲いかかった。最愛の人物である沖の遺書を茶化したかのような自虐的キャラだったが、同番組のその年の「ガキデミー大賞」にて主演女優賞を受賞した。

- 前述の松本や山崎の他、ナインティナインの矢部浩之など、いずれも「美少年」という言葉からは程遠い男性陣にも好意を寄せていることから、「美少年評論家」という肩書きがありながらも、ストライクゾーンはかなり広いようである。

- 1998年2月20日、当時有森裕子の夫であったガブリエル・ウィルソンが記者会見にて「アイワズゲイ」という名言を残した。日景は自身がコメンテーターを務めていたワイドショーにおいてこの件が報道された際、「私たちの世界ではアイワズゲイ（つまりゲイであったことは過去形、現在はストレート）ということはありえない」といった趣旨の発言をしている。

## テレビ出演
- スーパージョッキー（1984年〜、日本テレビ）（芸能情報担当、愛称は『美少年評論家』）
- 北野ファンクラブ（1994年、フジテレビ）ゲスト審査員出演
- ダウンタウンのガキの使いやあらへんで（1995年、日本テレビ）
- ダウンタウンのごっつええ感じ（1996年5月26日、フジテレビ）

## 音楽

### アルバム
| 題名             | 発売年 | レーベル         | 備考 |
| バイオレンスホモ | 1998年 | 殺害塩化ビニール | QP-CRAZYの3rdアルバム。ジャケット写真と肉声で参加。日景はゲストミュージシャン扱いで、担当パートはHOMO SEXUAL VIOLET No.1。 |

## 著書
- 『真相・沖雅也』（1984年、ワニブックス刊）